# The Man in the Street (film 1914)
The Man in the Street è un cortometraggio muto del 1914 diretto da Charles Brabin.

## Produzione
Il film fu prodotto dalla Edison Manufacturing Company.

## Distribuzione
Distribuito dalla General Film Company, il film - un cortometraggio in tre bobine - uscì nelle sale cinematografiche degli Stati Uniti il 26 giugno 1914. Ne venne fatta una riedizione, distribuita negli Stati Uniti il 13 giugno 1916.